# Tjörneshreppur
Tjörneshreppur é um município na Islândia. Em 2021 tinha uma população estimada em 56 habitantes.